# Heteragrion silvarum
Heteragrion silvarum là loài chuồn chuồn trong họ Megapodagrionidae. Loài này được Sjöstedt mô tả khoa học đầu tiên năm 1918.